# Ploisy
Ploisy är en kommun i departementet Aisne i regionen Hauts-de-France i norra Frankrike. Kommunen ligger  i kantonen Soissons-Sud som ligger i arrondissementet Soissons. År 2022 hade Ploisy 97 invånare.

## Befolkningsutveckling
Antalet invånare i kommunen Ploisy
Referens: INSEE